# Tatton
Tatton var en civil parish 1866–2023 när det uppgick i Millington and Rostherne, i distriktet Cheshire East, i Storbritannien. Den ligger i grevskapet Cheshire och riksdelen England, i den centrala delen av landet, 250 km nordväst om huvudstaden London. Civil parish hade 35 invånare år 2001. Byn nämndes i Domedagsboken (Domesday Book) år 1086, och kallades då Tatune.